# Luciana Silveyra
Luciana Silveyra (Ciudad de México, 11 de febrero de 1976) es una actriz mexicana de cine, teatro y televisión.

## Carrera
Silveyra es una actriz de gran trayectoria artística que tuvo reconocimiento por su participación en telenovelas como Señora Acero en donde interpreta el personaje antagónico de "Bertha Aguilar" y en Rosa diamante en donde interpreta a la ambiciosa "Miss Margaret". También ha participado en series de televisión como El sexo débil, Capadocia y en 2007 coprotagonizó la versión mexicana de La niñera en donde compartió créditos con Lisset y Francisco de la O. En 2014 coprotagonizó en Venezuela la telenovela Nora, que derivó de una alianza entre el antiguo canal Cadena 3 y Televen.
En cine ha participado en largometrajes como "Cuernos en Balcón" producida por Jesús Ochoa y Rodrigo Murray; Vendaval dirigida por Jesús Torres, entre otras. En teatro ha trabajado con la Compañía Nacional de Teatro de México, también en Ocesa Teatro y producciones independientes como "Oscuro", "Sexos" y "Buen fin" y como directora de escena ha participado en más de seis obras. También fue docente de actuación por cinco años en la escuela Casazul de Artes Escénicas de Argos Televisión.
Está casada con Marcelo Córdoba .

## Trayectoria
| Series y telenovelas | Series y telenovelas               | Series y telenovelas                        |
| Año                  | Serie o telenovela                 | Papel                                       |
| -------------------- | ---------------------------------- | ------------------------------------------- |
| 2020                 | Desaparecida                       |                                             |
| 2019                 | Preso No. 1                        | Virginia Carranza                           |
| 2018                 | Falco                              | Brigida Aguilar                             |
| 2018                 | Ingobernable                       | Claudia Rojas                               |
| 2014-2016            | Señora Acero                       | Berta Aguilar Bermúdez Vda. de Villaraigosa |
| 2014                 | Nora                               | Flor Elena Santamarina                      |
| 2012                 | Rosa diamante                      | Miss Margaret Bridges / Margarita Puentes   |
| 2010                 | Las Aparicio                       | Yolanda Bernal                              |
| 2004-2005            | La heredera                        | Jhovana                                     |
| 2003                 | Dos chicos de cuidado en la ciudad | Carmen                                      |
| 2002                 | Lo que es el amor                  | Ángela                                      |
|                      |                                    |                                             |
| Programas y series   |                                    |                                             |
| Año                  | Producción                         | Papel                                       |
| 2017                 | Sincronía                          | Fernanda                                    |
| 2016                 | Entre correr y vivir               | Ximena Ayala                                |
| 2016                 | Sr. Ávila                          | Laura Bostock                               |
| 2011                 | El sexo débil                      | Tamara Salazar                              |
| 2010                 | Capadocia                          | Marla Santibáñez                            |
| 2007                 | La niñera                          | Sisi Corcuera                               |
| 2007                 | Cambio de vida                     |                                             |
| 2004-2005            | Lo que callamos las mujeres        |                                             |
| 2004                 | La vida es una canción             | Miss Aurora                                 |
| Cine                 |                                    |                                             |
| Año                  | Película                           | Papel                                       |
| 2014                 | Hyenas Blood                       | Stacey                                      |
| 2011                 | Vendaval                           | Mariana                                     |
| 2006                 | Ni una vez más                     | Margarita                                   |
| 2006                 | Solo Dios sabe                     | Bisavo                                      |
| 2005                 | O Casamento de Romeu e Julieta     | Mulher no Buteco                            |
| Teatro               |                                    |                                             |
| Año                  | Obra de teatro                     | Papel                                       |
| 2012                 | Oscuros                            |                                             |
| 2011                 | Sexos                              |                                             |
| 2004                 | Buen Fin                           |                                             |

## Premios y nominaciones

### Premios Tu Mundo
| Año  | Categoría                       | Telenovela     | Resultado |
| ---- | ------------------------------- | -------------- | --------- |
| 2016 | La mala más buena - Super Serie | Señora Acero 2 | Nominada  |
| 2015 | La mala más buena - Serie       | Señora Acero   | Nominada  |